# Náhlá loučení
Náhlá loučení je dvanácté studiové album Hany Zagorové nahrané v Studio Mozarteum. Album vyšlo roku 1986. Hudební aranžmá vytvořil Karel Vágner se svým orchestrem.

## Seznam skladeb
Strana A:
1. Náhlá loučení (Bohuslav Ondráček/Pavel Vrba) 04:05
2. Jako nemluvně (Karel Vágner/Miroslav Černý) 02:28
3. Já ti mávám (Jan Rotter/Hana Zagorová) 03:01
4. Druhá láska (Vítězslav Hádl/Zdeněk Rytíř) 03:52
5. Byl jsi tak jiný (Jindřich Parma/Šárka Schmidtová) 03:55
6. Sbohem, dobrá firmo (Jiří Zmožek/Zdeněk Borovec) 04:03

Strana B:
1. Jízda (Karel Vágner/Pavel Žák) 03:57
2. Neříkej mi (Vašek Vašák/Michal Horáček) 03:58
3. Láska na inzerát (Pavel Vaculík/Hana Zagorová) 03:45
4. Touhy (Pavel Krejča/Pavel Žák) 03:27
5. Tvá kočka (Vítězslav Hádl/Zdeněk Borovec) 02:52
6. Už se mi nechce jít dál (Jiří Zmožek/Václav Hons) 03:31